# Svenska muslimer för fred och rättvisa

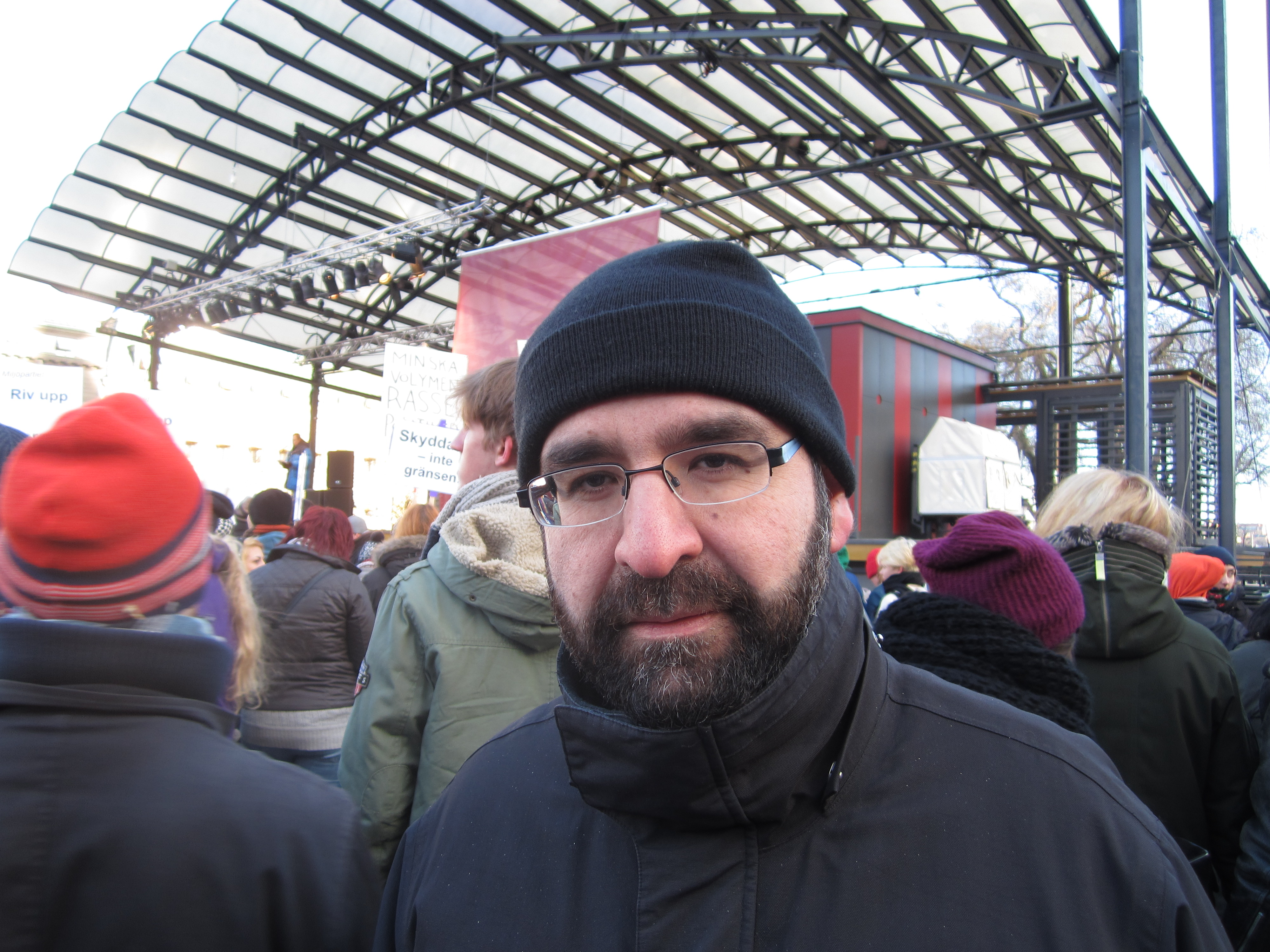
Mehmet Kaplan, Miljöpartiet var en av initiativtagarna till SMFR.

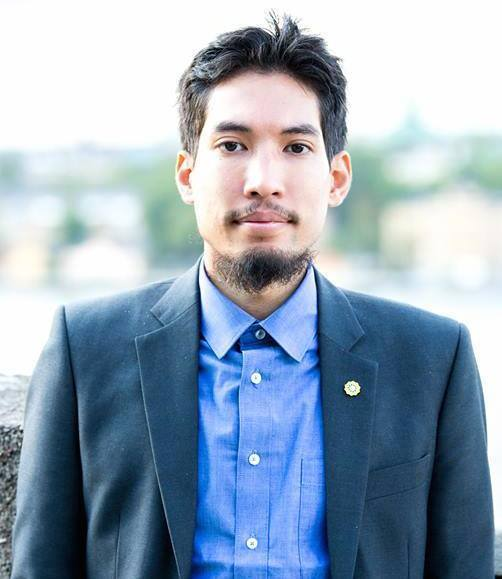
Förbundsordförande Yasri Khan, en av personerna bakom SMFR:s utveckling.

Svenska Muslimer för Fred och Rättvisa (SMFR), även kallad Muslimska Fredsrörelsen, är en partipolitiskt obunden islamisk ideell förening grundad 2008.
Svenska Muslimer för Fred och Rättvisa konstituerades med Mehmet Kaplan och Barlin Nur som mötesordförande 16 mars 2008 i Kista Science Tower. Nejat Jaffer valdes till organisationens första ordförande.
Föreningen bildades med bakgrund i ett treårigt projekt i studieförbundet Ibn Rushd med namnet "Att främja islamisk fredskultur".
Föreningen har bland annat utmärkt sig för befrämjande av muslimers rättigheter i Sverige och utomlands, inklusive deltagande i Ship to Gaza, samt kritik mot uppfattad islamofobi och regeringens metoder för att motverka islamism.

## Översikt
Svenska muslimer för fred och rättvisa har sitt säte i Stockholm och sitt förbundskansli i Skanstull (tidigare Kista). SMFR anger att de har ca 2 000 medlemmar fördelade på ett tiotal lokalavdelningar över hela Sverige och uppger att de är en självständig fredsorganisation som skall vara öppen för alla som vill arbeta för fred i enlighet med islams budskap. Organisationen arbetar för att bli en av de främsta organisationerna i Sverige och Europa inom freds- och säkerhetsfrämjande. Visionen är grundad på rättvisa, islamiska principer och mänskliga rättigheter samt att islam ska fortsätta vara en naturlig del av Europas kulturarv. År 2010 omorganiserades SMFR från grunden med ett nytt koncept, arbetsmetod, fokus och strategi.

## Historia
För att främja och utveckla en fredskultur bland muslimer och icke-muslimer startades 2006 ett treårigt fredsprojekt av studieförbunden Ibn Rushd och Sensus med namnet "Att främja islamisk fredskultur". Projektet väckte intresse och skapade ett stort engagemang bland svenska unga muslimer. Projektet har fått till resultat att det finns 100 utbildade fredsagenter, boken Salam om muslimsk fredskultur och att Sveriges första muslimska fredsrörelse, Svenska Muslimer för Fred och Rättvisa, bildades.[källa behövs]

### 2008 SMFR startas
Svenska muslimer för fred och rättvisa konstituerades med Mehmet Kaplan (ordförande för Sveriges Unga Muslimer 2000–2002 och riksdagsledamot för Miljöpartiet) och Barlin Nur (ordförande för Sveriges Unga Muslimer 2004–2008) som mötesordförande 16 mars 2008 i Kista Science Tower. Nejat Jaffer valdes till föreningens första ordförande.

### 2009 SMFR får sitt första projekt
SMFR:s andra ordförande Anna Waara lyckades föra SMFR in i samhällsdebatten som en erkänd organisation i nationell såväl som utländsk media och var en av de första som tog debatten med Sverigedemokraterna. Den muslimska fredsrörelsen startades av fredsagenter och det var först under ledning av organisationens tredje ordförande Yasri Khan som SMFR tog fram en självständig strategi och vision för organisationen. Med den nya strategin har SMFR omstrukturerats och växt till att bli ett förbund med lokalavdelningar och kraftigt ökande medlemsantal.

### 2010–2014 SMFR blir självständigt och utvecklar ny verksamhet, struktur och strategi
Yasri Khan, som har en bakgrund inom föreningslivet som förtroendevald och som ledarskapskonsult, har för sitt fredsarbete blivit nominerad till årets framtidsledare och årets mångfaldsledare av kompetensgalan som anordnas av chef.se. Med sitt breda nätverk inom politiken och erfarenhet inom det civila samhället, speciellt inom folkbildningen (studieförbundet Ibn Rushd, Kista folkhögskola, Sensus m.fl.) har han tillsammans med ett nätverk av unga muslimer varit en av personerna bakom SMFR:s utveckling. Strategin har varit att bygga en långsiktigt stabil grund, en tydlig organisationsstruktur och förankrade strategiska dokument att kunna bygga vidare på.
År 2010 under ledning av förbundsordförande Yasri Khan startades SMFR:s första lokalavdelningar och regionavdelning. Organisationen blev även ett förbund. Under de kommande åren antog SMFR nya stadgar, förtydligade sin islamiska grund, tog fram en ny organisationsstruktur, strategiplaner, byggde upp ekonomi, fokuserade på folkbildning och ledarskap, växte i medlemsantal, drev flera projekt, utvecklade internationell verksamhet, anställde personal och skaffade egna lokaler. SMFR fokuserar också på att utveckla samarbeten med andra organisationer

## Verksamhet

### Lokal verksamhet
SMFR har lokala grupper i bland annat Malmö, Göteborg, Karlstad, Botkyrka, Järva, Norra Stockholm och Stockholms stad.. SMFR har även startat verksamhet i Frankrike där en lokalgrupp är verksam i Paris. I Egypten har unga fredsaktivister arbetat tillsammans med SMFR under den arabiska våren och blivit inspirerade att starta något liknande

### Internationell verksamhet
Den muslimska fredsrörelsen har även arbetat för att stötta olika etniska organisationer. Organisationen består av personer med etnisk bakgrund från olika länder såsom Somalia, Bosnien, Eritrea, Malaysia, Sverige, Palestina, Afghanistan, Irak, Egypten, Tunisien, Turkiet, Etiopien och Pakistan.

### Nationell verksamhet
SMFR anordnar utbildningar och seminarier, samt bedriver gräsrotsarbete och projektverksamhet. SMFR har även samarbete med näringslivet och har mentorer från bland annat Volvo, Sats, Handelsbanken, Adidas och Ericsson. SMFR bedriver också folkhögskolekurser i samverkan med olika folkhögskolor.

### Projektverksamhet
Några projekt som SMFR har genomfört är bland annat "Hörru jag är också svensk!", "Great Debaters" ledarskapsutbildningar, samarbetsprojektet med kristna fredsrörelsen "Salaams vänner", "Islamofobiprojektet - vägen från Srebrenica", barnhemsprojekt i Egypten, insamlingar till Pakistan och Palestinaprojekt. SMFR är också med och anordnar Medborgarexpo i Kistamässan med över 6000 besökare samt Pakistangalor för att uppmärksamma situationen i Pakistan. De har även anordnat ett flertal workshops, arrangerat debatter och seminarier liksom internationella utbildningar . SMFR startade projektet Interkulturella möten tillsammans med Sigtunastiftelsen där även Judiska Församlingen i Stockholm, Svenska Kyrkans Unga, Sveriges Unga Katoliker, Sveriges Unga Muslimer och Syrisk Ortodoxa Kyrkans Ungdomsförbund ingår. Även Imanprojektet som är ett europeiskt projekt för att mäta hatbrott och diskriminering såväl som projekt för att uppmärksamma förtryckta muslimska minoriteter i Ostasien startades 2014.
Under Ramadan 2011 anordnade SMFR ett ramadanbord i riksdagen med riksdagsledamöterna Caroline Szyber (KD) och Mehmet Kaplan (MP) som värdar. Dåvarande Civil- och samfundsministern Stefan Attefall (KD) närvarade och höll tal om religionen som en positiv kraft i samhället. Han informerade sedan om en höjning av stödet till trossamfund.. SMFR har anordnat Ramadanbord i Stockholm sedan 2010. Under 2011 anordnades även ett gemensamt påskbord med Kristna Fredsrörelsen.

## Ekonomi
SMFR har fått organisationsbidrag och projektbidrag ifrån Myndigheten för ungdoms- och civilsamhällesfrågor.

### Bidrag
| År                       | 2017      | 2016      | 2015      | 2014      | 2013    | 2012      | 2011      |
| MUCF Organisationsbidrag | 1 181 006 | 1 182 738 | 1 190 499 |           |         |           |           |
| MUCF Projektbidrag       |           |           |           | 1 922 194 | 777 013 | 1 177 012 | 1 139 011 |

## Opinionsarbete

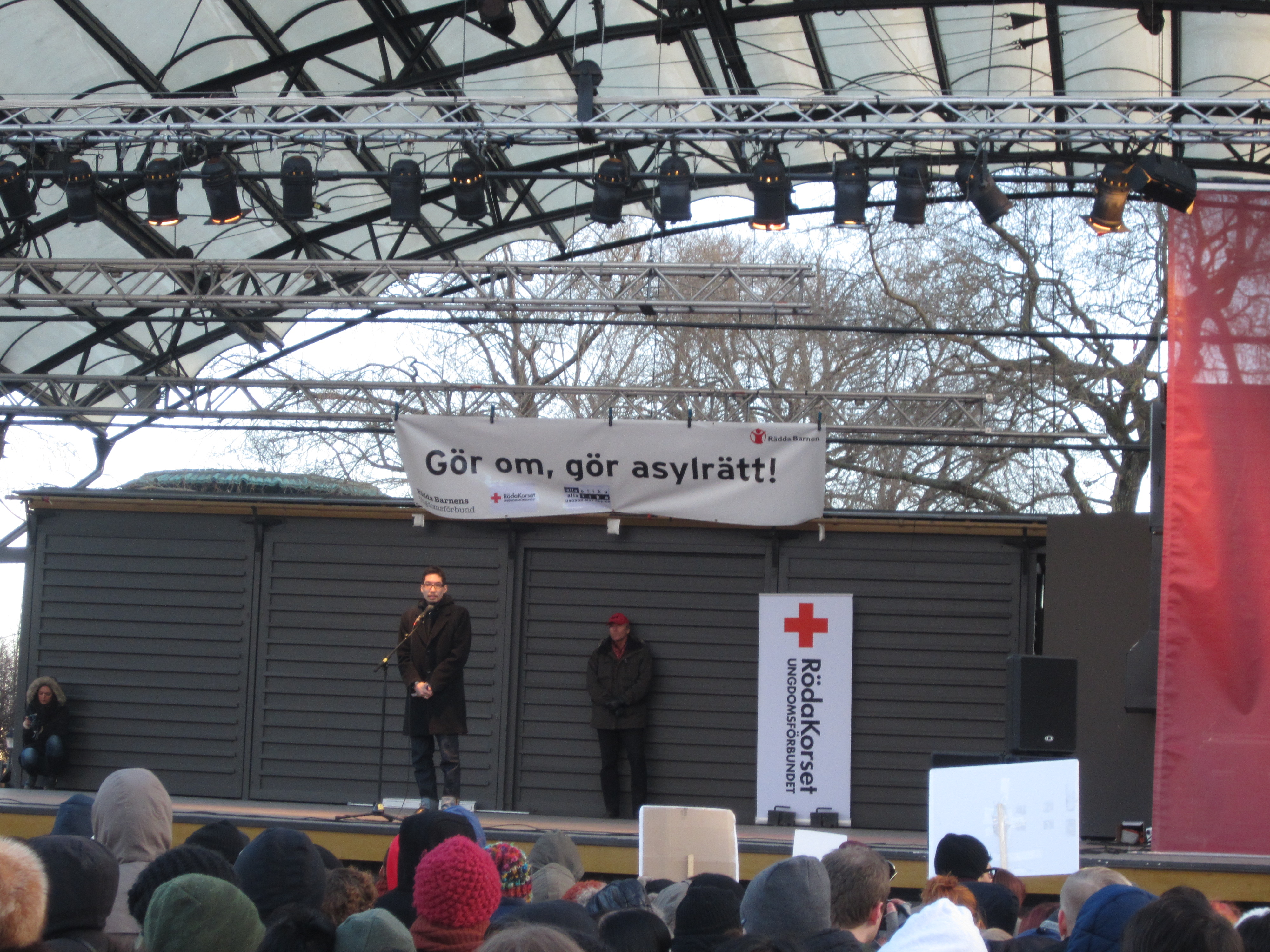
Yasri Khan från SMFR vid en demonstration mot Sveriges migrationspolitik.

### Ship to Gaza
Svenska muslimer för fred och rättvisa har varit aktiva i samband med den arabiska revolutionen och anordnat ett flertal demonstrationer (Tunisien, Egypten, Libyen mfl) till förmån för demokratikampen i mellanöstern SMFR är en aktiv del av nätverket Ship to Gaza och anordnade demonstrationer i Göteborg och Stockholm i samband med Israels insats mot Gaza-flottiljen med bistånd till palestinier på Gazaremsan. Organisationen säger sig även tydligt ta avstånd från våld och diverse orättvisor.

### Handlingsplan mot våldsbejakande extremism
SMFR har offentligt kritiserat regeringens handlingsplan mot våldsbejakande extremism och bland annat sagt "Det är djupt problematiskt. Risken är stor att det faktiskt ger ett fritt spelrum för rasistiska föreställningar liksom ett angiverisamhälle när lekmän, var och en med sin definition på radikalisering, ska samverka och flagga för unga människor som uppfattas "befinna sig i riskzonen"".
 De har även kritiserat kriget mot terrorismen. De har även ifrågasatt begreppet "islamist" . Svenska muslimer för fred och rättvisa har även drivit frågan om strukturell diskriminering och kritiserat medias skildring av muslimer. SMFR har uttalat sig för rätten till utbildning även för dem som bär burka och försvarat etniska och religiösa organisationer.,

### Islamofobi och religionsfrihet
SMFR har vid flera tillfällen kritiserat Sverigedemokraterna för främlingsfientlighet och islamofobi. Sommaren 2012 anordnade SMFR en manifestation för religionsfrihet med ett flertal kristna organisationer genom bön under Almedalsveckan. De har även aktivt arbetat ihop med Kristna Fredsrörelsen och bjudit in "the imam and the pastor" för att tala om försoning och fred. Svenska muslimer för fred och rättvisa har kritiserat svensk vapenexport ett flertal gånger och arbetat ihop med bland annat Svenska freds- och skiljedomsföreningen samt Kristna Fredsrörelsen De har avstånd från mäns våld mot kvinnor, och har drivit frågan om högre krav på imamer samt en manifestation i Lund där en flicka blivit misshandlad för att hon bar sjal 

### Olika utåtriktade aktiviteter under 2010-talet
SMFR anordnade en stor manifestation på Sergels torg mot våld och för sammanhållning i samband med Bombdådet i Stockholm 2010 och lyckades samla organisationer från det civila samhället inom 24 timmar efter självmordsbombningen den 11 december och blev uppmärksammade i världspressen. Lokalavdelningarna i Malmö och Göteborg anordnade motsvarande manifestationer dagen efter. Under 2011 var SMFR först ut att anordna en ljusmanifestation utanför Norges ambassad för att visa sitt stöd för det norska folket. SMFR anordnade flera manifestationer mot våld i Botkyrka kommun efter mordet på Seedy Rahma, samt en manifestation då (nya) lasermannen terroriserade Malmö.

### Hijab i vården
Under 2014 har SMFR särskilt drivit frågan om hijab i vården.
Argumenten var följande:
1. Att man redan idag funnit olika former av lösningar till detta på olika ställen runtom i Sverige samt i Storbritannien.
2. Även socialstyrelsens egna sakkunniga experter inom smittskydd och vårdhygien har redan 2009 i "Dnr 33 - 7551/2009" uttalat sig om detta och menar att socialstyrelsens föreskrifter inte motsäger möjligheten att ha patientbundna engångsärmar eller långärmade skyddsrockar i situationer där man bara har kontakt med en patient i taget.
3. Det finns fortfarande idag inget vetenskapliga underlag som indikerar att smittorisken ökar när man har långärmat. Det är alltså en ovetenskaplig försiktighetsåtgärd.
4. Forskning från USA som publicerats i Journal of Hospital Medicine redan 2011 gör gällande att långärmat inte ökar spridningsrisken för bakterier mer än vad kortärmat gör.
5. Att en sådan vilja från vårdgivare inte på något sätt skulle leda till att patienters möjlighet till att få vård över huvud taget påverkas då det inte handlar om att av religiösa skäl vägra utföra olika former av vårdtjänster, utan endast om möjlighet att klä sina armar på ett sätt som inte strider mot de riktlinjer som finns.
6. Att inte tillåta muslimska kvinnor att ha långärmat på en specifik arbetsplats handlar alltså endast om arbetsgivarens okunskap om hur socialstyrelsens föreskrifter ska tolkas, eller ovilja att tillmötesgå muslimska kvinnor som av religiösa skäl vill finna lösningar som uppfyller alla hygienkrav för att ha på sig långärmat på arbetsplatsen. Sådana argument är alltså ideologiska för att försvåra för muslimska kvinnor och inte alls hygieniska.

### #BrännInteUpp2015 - attacker mot moskéer
SMFR anordnade manifestationer runtom i Sverige mot moskéattackerna 2014 under nyårshelgen 2015, där man på kort tid samlade ihop sina samarbetsorganisationer och muslimska samfund för att tillsammans visa en enad front mot islamofobi, och mot attacker på muslimska böneplatser. I sociala medier skapades även hashtaggen #BrännInteUpp2015 där organisationen uppmanade allmänheten att tycka till om det som skett i sociala medier. SMFR:s avdelningar har också genom lokalmedia föreslagit en bönelokalsgaranti, och att det bör tillsättas särskilda enheter inom polisen, åklagarämbetet och domstolsväsendet som ska specialutbildas och ska prioritera hatbrottsärenden, så att inte enbart islamofobi får den uppmärksamhet den förtjänar, utan även antisemitism, antiziganism, afrofobi mm.

## Samarbeten

### Samverkan inom fredsrörelsen och civilsamhället
SMFR samverkar med bland annat Kvinna till kvinna, Internationella Kvinnor för Fred och Frihet, Kristna Fredsrörelsen, Svenska Freds, Kristna Freds, Sensus, Svenska scoutförbundet, Kista folkhögskola, Skiljedomsföreningen och olika etniska organisationer. De samarbetar även med olika företag, politiker och organisationer inom och utanför Sverige. SMFR har varit drivande i att starta och forma kampanjen One Sweden som officiellt startades under medborgarexpo tillsammans med Kista folkhögskola.

### Samarbete för att främja ett "muslimskt civilsamhälle"
SMFR har arbetat aktivt med att ena olika muslimska organisationer och företrädare i Sverige. Man har uppmuntrat till samtal, samverkan och samarbete för att kunna stärka det så kallade "muslimska civilsamhället". 
År 2013 var SMFR:s förbundsordförande Yasri Khan med och anordnade en heldagsseminarium i riksdagen med representanter från olika muslimska organisationer och intellektuella tillsammans med Islamiska förbundets ordförande Omar Mustafa. Temat för seminariet var att ge kontext till den växande islamofobin samt hur muslimska organisationer ska kunna samverka mer koordinerat för att motverka den.
SMFR samverkar även med andra muslimska samfund såsom Sveriges muslimska förbund, Islamiska kultur unionen i Sverige, Bosniska islamiska samfundet, Shia-samfundet i Sverige, Sveriges islamiska samlingar och Sveriges eritreanska unga muslimer.

### Medlemskap
SMFR är medlem i: 
- Svenska FN-förbundet
- OSSE-nätverket
- Anna Lindhs minnesfond
- Forum för Lika Rättigheter
- Ship to Gaza
- Global Dialogue Foundation
- Landsrådet för Sveriges Ungdomsorganisationer
- Sensus

## Omdömen om Svenska Muslimer för Fred och Rättvisa

### Stöd och priser
Ledande ministrar såsom handelsministern Ewa Björling och utrikesministern Carl Bildt har aktivt visat sitt stöd för SMFR:s internationella fredsarbete. Förbundet har också ökat kontakten med myndigheter och ministrar som arbetar med inrikesfrågor såsom integrationsministern Erik Ullenhag och demokratiministern Birgitta Ohlsson. SMFR har blivit uppmärksammat i media och vunnit icke-våldspriset 2009 samt icke-våldsfondens pris 2010. SMFR har också fått erkännande för att deras arbete främjar integration och erbjuder människor framtidshopp. 12 medlemmar från SMFR fick 28 april 2011 mottaga ett diplom från kungen för genomförd utbildning i Värdebaserat ledarskap. Det har genomförts en samverkanskurs mellan Sveriges Scouter och SMFR som sponsrats av näringslivet och konungens stiftelse ungt ledarskap. Allt fler muslimska organisationer har anammat och inspirerats av SMFR:s arbetsmetoder både i Sverige och i övriga Europa. Förbundsordföranden  har bjudits in för att tala om SMFR i USA. Förutom i västvärlden har SMFR fått uppmärksamhet i mellanöstern och Sydasien.

### Kritik
SMFR har även blivit kritiserad av Nima Dervish både för att ställa upp på intervju med Mohamed Omar och för att inte ställa upp på intervju med Mohamed Omar..

### Hot riktade mot SMFR:s företrädare och organisationen
Flera företrädare för SMFR har utsatts för hot och förtal.